# Theodoros Rousopoulos

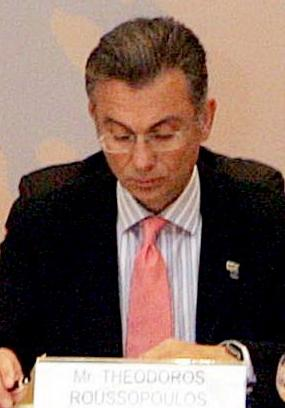
Theodoros Rousopoulos

Theodoros Rousopoulos (griechisch Θεόδωρος Ρουσόπουλος; * 13. September 1963 in Kyparissia; auch Roussopoulos) ist ein griechischer Politiker. Seit 22. Januar 2024 ist er Vorsitzender der Parlamentarischen Versammlung des Europarates.

## Ausbildung und Akademische Karriere
Rousopoulos studierte Publizistik in Athen. Seine Studien ergänzte er an der Oxford Academy. 
2015 schloss er sein Doktoratsstudium in Geschichte auf der University of Edinburgh mit einer Arbeit über Erzbischof Meletios Typaldos und seine Konflikte mit der griechischen Bruderschaft von Venedig im 17. Jahrhundert ab.
Von 1997 bis 1999 lehrte er als Lehrbeauftragter an der Universität Athen. Seit 2009 ist er Dozent an der Pepperdine University of California. Seit 2015 lehrt er Journalismus als außerordentlicher Professor an der Europäischen Universität Zypern.

## Journalistische Karriere
Von 1981 war Rousopoulos als Journalist in Athen tätig, zunächst bei den Zeitungen Eleftherotypia und Kyriatiki Eleftherotypia, dann als Mitbegründer des privaten Rundfunks (Mitglied der Programmkommission beim Radiosender „Athina 9,84“) sowie des privaten Fernsehens (politischer Redakteur und Chefredakteur bei „MEGA Channel“), Mitarbeiter der Zeitungen „Nea Mesimvrini“ und „Kathimerini tis Kyriakis“ und politischer Kommentator beim Fernsehsender „STAR“.

## Politische Karriere
Im Jahre 2000 wurde Rousopoulos Pressesprecher der Partei Nea Dimokratia.
Rousopoulos war seit 10. März 2004 Staatsminister und Regierungssprecher im Kabinett Karamanlis I und galt als enger Vertrauter des Ministerpräsidenten Kostas Karamanlis.
Am 23. Oktober 2008 trat Rousopoulos zurück, nachdem das griechische Parlament die Einsetzung eines Vorermittlungsausschusses beschlossen hatte, der unter anderem seine Rolle bei den umstrittenen Immobiliengeschäften mit dem Athos-Kloster Vatopedi untersuchen soll. Am 12. Juni 2009 unterrichtete er Ministerpräsident Kostas Karamanlis von seiner Entscheidung, bei der bevorstehenden Parlamentswahl keine Kandidatur für die Partei „Nea Dimokratia“ anzustreben.
Vom  30. September 2019 bis 23. Januar 2022 war Rousopoulos seitens der „Nea Dimokratia“ als Ersatzmitglied im Europarat und vom 24. Januar 2022 bis 21. Januar 2024 als Abgeordneter für Griechenland tätig. Er war in mehreren Ausschüssen Mitglied und führte von Januar 2002 bis Januar 2024 den Vorsitz im Ausschuss für Migration, Flüchtlinge und vertriebene Personen.
Am 22. Jänner 2024 wurde Rousopoulos zum Präsidenten der Parlamentarischen Versammlung des Europarates gewählt und wurde am 27. Jänner 2025 einstimmig wieder gewählt. Aus Anlass der Aufhebung der Präsidentschaftswahl in Rumänien 2024 beauftragte Rousopoulos die Venedig-Kommission mit einem dringlichen Bericht über die Umstände, unter denen ein Verfassungsgericht Wahlen aufheben kann.

## Immobilienskandal
Rousopoulos stand im Mittelpunkt oppositioneller Angriffe in einem Skandal um umstrittene Immobilientransaktionen zwischen dem griechischen Staat und dem Athos-Kloster Vatopedi. Der See war dem Kloster angeblich vor fast 1000 Jahren von byzantinischen Kaisern vermacht worden. Obwohl die Besitzansprüche des Klosters streitig waren, wurden sie vom Staat anerkannt. Im Tausch gegen den See mit seiner gesamten Wasseroberfläche und allen Ufergrundstücken erhielt das Kloster 260 wertvolle Grundstücke in touristisch entwickelten Gebieten, auch im Olympiadorf in Athen, die es teilweise sogleich mit Gewinn weiterverkaufte. „Sie haben dem Staat den See – sprich «Luft» verkauft – und dafür wertvolle Büros, Grundstücke und Gebäude in Athen zum Austausch bekommen“ kritisierte die Opposition.
Der Schaden, der durch starke Überbewertung der vom Kloster beanspruchten Seegrundstücke  und die starke Unterbewertung der staatlichen Tauschgrundstücke entstanden sei, wurde mit 100 Millionen Euro beziffert. Der Immobilienskandal erschütterte die Regierung des Ministerpräsidenten Kostas Karamanlis aufs Schwerste; er führte auch zum Rücktritt des in die Immobiliengeschäfte verwickelten Handelsmarineministers Giorgos Voulgarakis. Rousopoulos soll ein enger Freund des Vatopedi-Abtes Efraim gewesen sein.
Im März 2017 sprach das Berufungsgericht für Strafsachen auf Antrag der Staatsanwaltschaft alle Angeklagten einstimmig frei, weil keinem der Beteiligten eine böse Absicht nachgewiesen werden konnte. Die Staatsanwältin hatte betont, dass die beiden Priester unerschütterlich davon überzeugt waren, dass das Seegrundstück dem Kloster gehört und niemanden berührt, während die in den Fall verwickelten Staatsbeamten im Wesentlichen die Entscheidungen der Regierung umsetzten.

## Privatleben
Rousopoulos ist mit der Journalistin Mara Zacharea verheiratet und hat zwei Kinder, Vassilis und Anna.